# 南霞口站
南霞口站是一个京沪线上的铁路车站，位于河北省沧州市东光县南霞口镇，建于1910年，曾为四等站，邮政编码为061600，2003年8月26日因津浦线提速改造二期工程而关闭:141。